# 227
Năm 227 là một năm trong lịch Julius. 